# Onobrychis subacaulis
Onobrychis subacaulis är en ärtväxtart som beskrevs av Pierre Edmond Boissier. Onobrychis subacaulis ingår i släktet esparsetter, och familjen ärtväxter. Inga underarter finns listade i Catalogue of Life.